# Zwem- en waterpolovereniging MOSA-regio

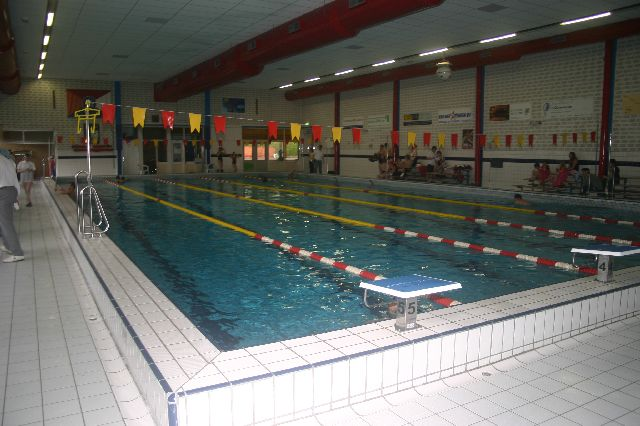
Het wedstrijdbad dat wordt gebruikt door MOSA-regio.

Zwem- en waterpolovereniging MOSA-regio (kortweg MOSA-regio of MOSA) is een vereniging in Venlo voor wedstrijdzwemmen en waterpolo, die werd opgericht op 21 februari 1934. De vereniging is aangesloten bij de KNZB.

## Zwemwedstrijden

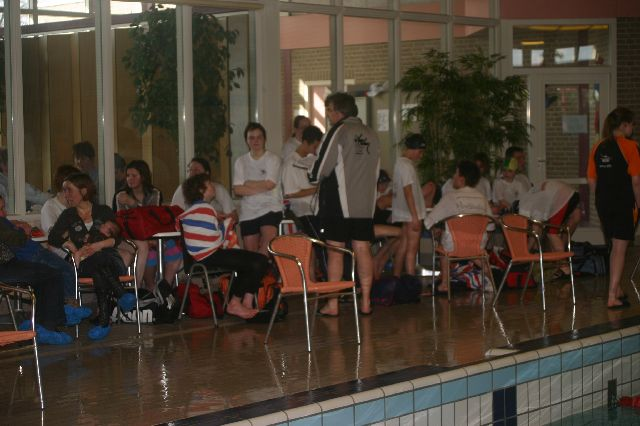
MOSA-regio tijdens een competitie wedstrijd.

MOSA-regio doet mee aan verschillende zwemwedstrijden. Voor kinderen van ongeveer 6 tot 9 jaar zijn er Swimkickwedstrijden, voor de leeftijdscategorie van ongeveer 10 tot 12 jaar Speedowedstrijden. Voor de nog oudere jeugd en volwassenen zijn er de Vierkamp en LAC-wedstrijden. Ook kunnen de betere zwemmers meedoen aan de Limburgse kampioenschappen, zoals de Limburgse Kampioenschappen A, Limburgse Kampioenschappen B, Limburgse Winter Kampioenschappen, Limburgse Kampioenschappen Estafette Sprint en de Kring Speedo Finales.
Er zijn ook nog diverse wedstrijden die niet worden georganiseerd door de KNZB. Hieronder vallen de SSP-sprintwedstrijd, Swimmeet, limietwedstrijden en de clubkampioenschappen.

### Competitie
Ook doet MOSA-regio mee aan competitiewedstrijden. Deze wedstrijden zijn voor bijna alle zwemmers verplicht. De tabel hieronder geeft voor ieder jaar aan in welke competitie MOSA-regio uitkwam. Vanaf het zwemseizoen 2011 zwemt MOSA-regio samen met de Heldense Zwemvereniging de wedstrijden onder de naam Swimteam Helden-Mosa.
| Jaar      | Competitie            |
| --------- | --------------------- |
| 2000-2001 | B-Klasse              |
| 2001-2002 | B-Klasse              |
| 2002-2003 | B-Klasse              |
| 2003-2004 | B-Klasse              |
| 2004-2005 | B-Klasse              |
| 2005-2006 | C-Klasse              |
| 2006-2007 | C-Klasse              |
| 2007-2008 | District 5, 1e klasse |
| 2008-2009 | District 5, 2e klasse |
| 2009-2010 | District 5, 1e klasse |
| 2010-2011 | District 5, 1e klasse |
| 2011-2012 | District 5, 1e klasse |
| 2012-2013 | C-Klasse              |
| 2013-2014 | B-Klasse              |
| 2014-2015 | Onbekend              |
| 2015-2016 | Onbekend              |
| 2016-2017 | B-Klasse              |
| 2017-2018 | C-Klasse              |
| 2018-2019 | C-Klasse              |
| 2019-2020 | B-Klasse              |
| 2020-2021 | A-Klasse              |
| 2021-2022 | Onbekend              |
| 2022-2023 | A-Klasse              |
| 2023-2024 | A-Klasse              |
| 2024-2025 | B-Klasse              |

## Doelgroepen
- Sterrenplan: bedoeld om kinderen tot 6 of 7 jaar kennis te laten maken met het wedstrijdzwemmen.
- Swimkick: bedoeld voor kinderen die van de sterrenplan doorstromen of al geoefender zijn in het water.
- Wedstrijdploeg: kan meedoen aan zeer veel wedstrijden en heeft vrij veel trainingstijden tot zijn beschikking.
- Waterpolo: de waterpoloafdeling doet doorgaans niet mee aan zwemwedstrijden.
- Recreanten: bedoeld voor personen die geen wedstrijden willen zwemmen maar wel onder begeleiding van een trainer baantjes willen trekken.
- G-zwemmer: bedoeld voor personen met een handicap.

## Bekende (oud-)zwemmers
- Miranda Bosma
- Sander Bouts
- Bianca Cox
- Arvid Munsters
- Tanja Peeters
- Neiske Becks